# Buick Skylark
La Skylark è un'autovettura prodotta dalla Buick dal 1953 al 1954, dal 1961 al 1972 e dal 1975 al 1998. È stata commercializzata in sette serie, ognuna delle quali era molto differente dalla generazione che la precedeva. Ciò fu dovuto all'evoluzione tecnologica ed al cambiamento dei gusti dei clienti, che mutarono nel corso degli anni.

## La prima serie: 1953–1954
Introdotta in occasione del 50º anniversario della fondazione della Buick, la Skylark fu una delle tre cabriolet prodotte in edizione speciale dalla General Motors. Le altre due furono la Oldsmobile 98 Fiesta e la Cadillac Serie 62 Eldorado. I tre modelli vennero assemblati in produzione limitata, ma consentirono alla General Motors di migliorare il ruolo di leadership nel design di autovetture. Con 1.690 esemplari prodotti nel 1953, le vendite della Skylark, rispetto a quelle delle altre tre, furono le più alte. Considerando l'alto prezzo di vendita, 5.000 dollari, ciò fu un ottimo risultato. Comunque, molti esemplari della Skylark restarono per lungo tempo nei concessionari, e furono venduti solo dopo che questi ultimi abbassarono il prezzo. Il nome Skylark venne già utilizzato per un modello della Hupmobile che era basato su vetture Cord, la Hupmobile Skylark
Tutti gli esemplari di questa prima serie di Skylark avevano una carrozzeria cabriolet due porte. Le Skylark del 1953 erano basate sulla Roadmaster cabriolet. Le due vetture condividevano le dimensioni (eccetto l'altezza), la maggior parte degli interni ed il gruppo motopropulsore, che era quello della Roadmaster. I pochi optional di quest'ultima erano offerti di serie sulla Skylark.

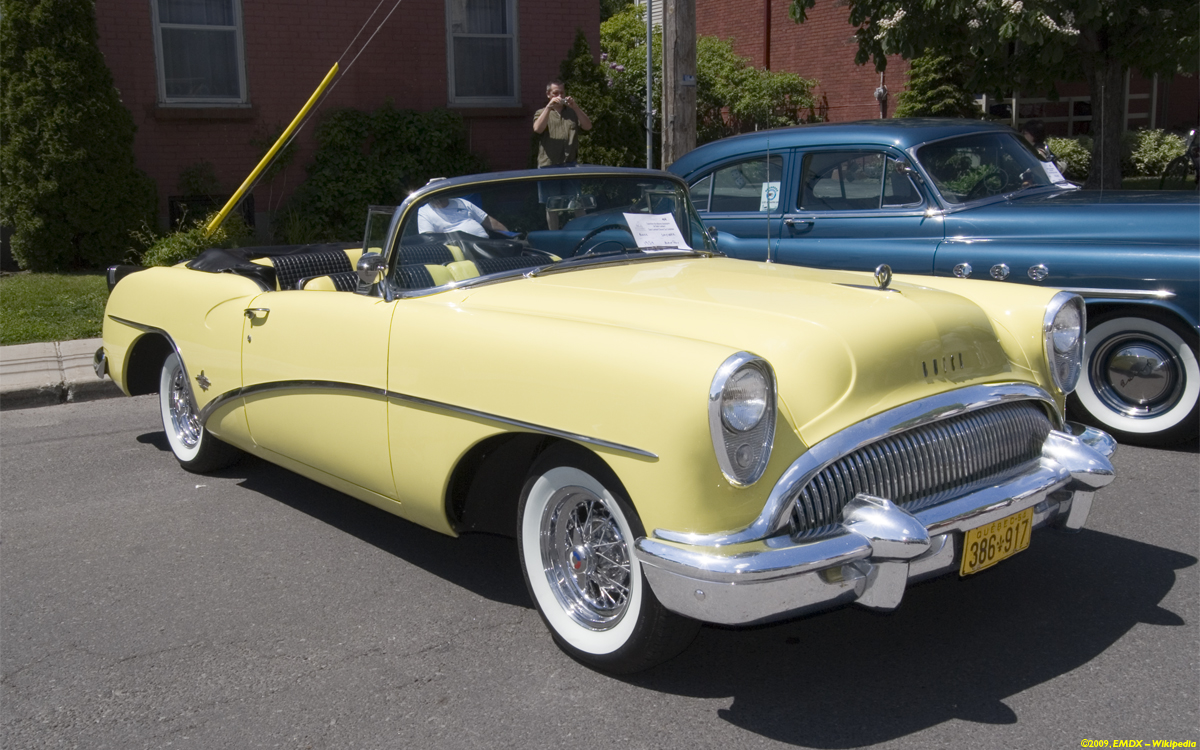
Una Buick Skylark del 1954

La Skylark era equipaggiata con un solo tipo di motore, vale a dire un V8 da 5,3 L di cilindrata. L'impianto elettrico era da 12 V. Questo motore e la tipologia di impianto elettrico furono due novità per la Buick. Inoltre, il modello era caratterizzato da un passaruota ritagliato tutt'intorno alla ruota e senza carenature, ed anche questo era novità per la Buick. Un'altra caratteristica del modello era quella dell'avere la linea di cintura dall'andamento spezzato nella zona compresa tra la portiera ed i finestrini laterali, linea che dopo essere scesa, saliva di colpo verso l'alto e proseguiva attorno al lunotto posteriore (o alla capote). Questa caratteristica avrebbe contraddistinto i modelli Buick per anni. Il motore di questa serie di Skylark era montato anteriormente, mentre la trazione era posteriore.
La Skylark del 1953 derivava da molte altre vetture Buick. Gli stampi per realizzazione del cofano motore e del portellone del bagagliaio erano gli stessi di quelli utilizzati per la Roadmster cabriolet e per la Super cabriolet. Gli stampi per i paraurti anteriori e posteriori, per i lamierati delle portiere e per la zona posteriore della carrozzeria in cui viene alloggiata la capote una volta aperta, erano invece unici, cioè erano utilizzati solo sulla Skylark. La zona della carrozzeria dove era alloggiata la capote quando era aperta era contraddistinta dall'inserimento, come riempitivo, di piombo, e questa caratteristica era comune a tutte le Skylark di questa serie. Inoltre, non era inusuale trovare una sostanziosa quantità di piombo proprio dietro le portiere, quasi in fondo alla base del finestrino. I pannelli porta interni derivavano da quelli della Roadmaster due porte e della Super tramite il taglio dello stampo a metà e parallelamente alla linea del suolo. In seguito era operato un riscaldamento tramite l'utilizzo di uno schema ad angolo che forniva, per quanto riguarda la linea di cintura, un effetto "a spigolo".
Le ruote della Skylark del 1953 erano a raggi. Erano interamente cromate tranne al centro, dove era posizionato l'emblema della Skylark. Queste ruote erano più pesanti di quelle in acciaio, e richiedevano una centratura periodica per mantenerle allineate e bilanciate. Inoltre erano necessari pneumatici con camera d'aria in un periodo in cui quelli di tipo tubeless stavano diventando la norma anche nel resto della gamma Buick.
Nel 1954 la Skylark fu completamente ridisegnata. Il modello ora era basato sul telaio delle nuove, e più corte, Century/Special e quindi non più sul chassis delle Roadmaster/Super come le vetture dell'anno precedente. Queste ultime due vennero comunque rinnovate nel 1954. La Skylark, comunque condivideva il gruppo motopropulsore delle Roadmaster e delle Century, e quindi possedeva il motore più potente della gamma Buick, perlomeno nel 1954. Questo gruppo motopropulsore era comunque simile a quello montato nel 1953.
Il costo della Skylark e lo scarso successo della nuova linea, oltre che la percezione del passo indietro del modello nella gamma Buick (dato che era basato sulla serie Special/Century, invece che sui modelli Super e Roadmaster come la Skylark del 1953), portarono a delle scarse vendite, ed al conseguente temporaneo ritiro dal mercato del modello alla fine del model year 1954.

## La seconda serie: 1961-1963
Alla fine del 1960 (per il model year 1961) la General Motors introdusse tre vetture compact che erano basate sullo stesso telaio, su quasi il medesimo motore e sugli stessi lamierati. I tre modelli erano comunque esteriormente differenti, sia quanto concerneva la linea della carrozzeria che per quanto riguardava gli interni. Basati sulla Chevrolet Corvair, questi modelli furono la Pontiac Tempest, l'Oldsmobile F-85 e la Buick Special. Queste tre vetture erano caratterizzate dal motore montato anteriormente e dalla trazione posteriore.

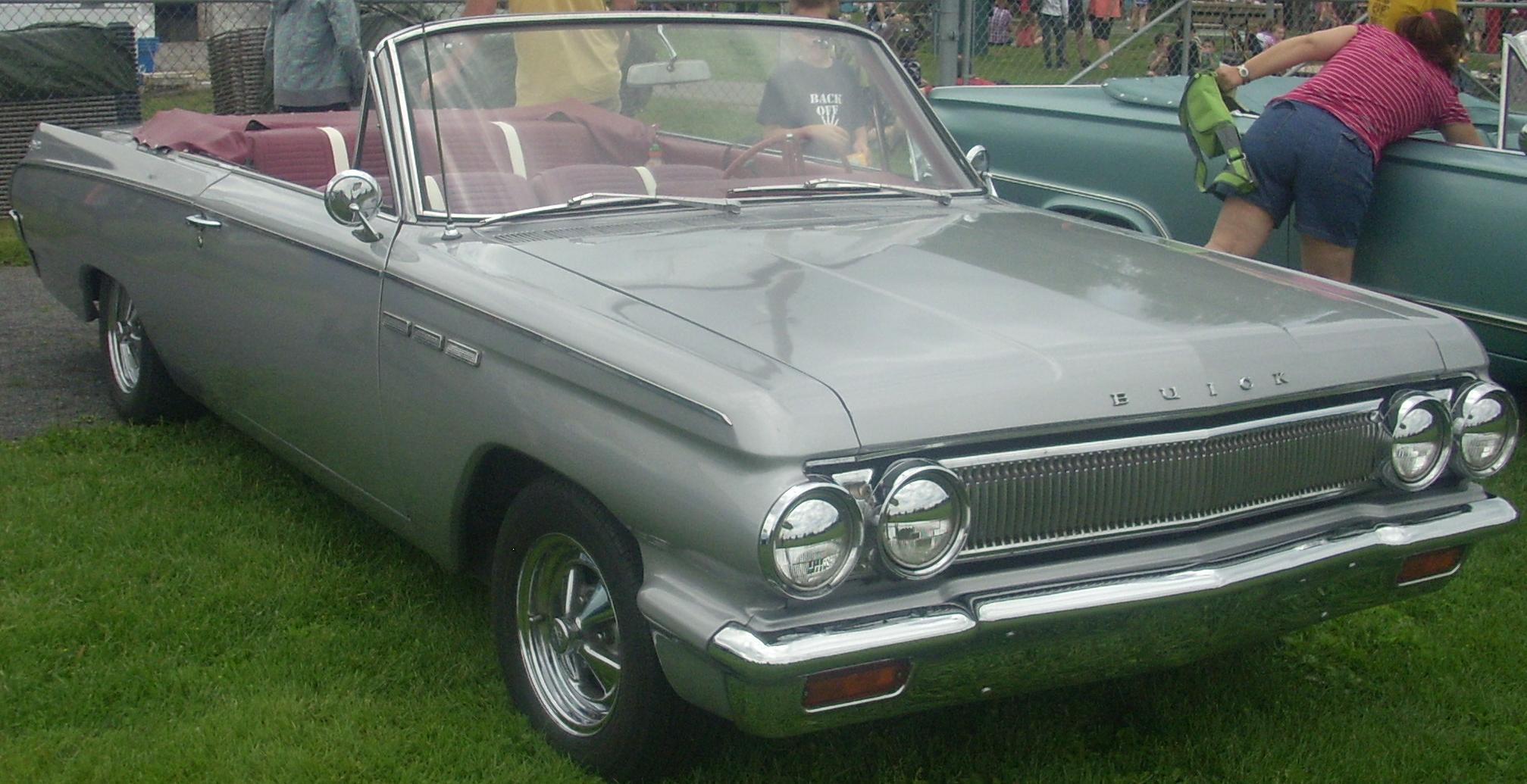
Una Buick Skylark cabriolet

Introdotta a meta del model year 1961 e basata sulla Buick Special due porte coupé, la Special Skylark era un livello di allestimento della Special che era caratterizzato dall'avere un motore più potente, un disegno unico dei fanali posteriori, un copriruota dal disegno particolare, un tettuccio ricoperto di vinile e, come optional, dei sedili singoli. Anche la Special Skylark apparteneva alla categoria delle vetture compact.
La versione base della Buick Special aveva installato un motore V6 da 3,5 L di cilindrata che era dotato di monoblocco in alluminio e di un carburatore doppio corpo. Questo propulsore erogava 155 CV di potenza a 4.600 giri al minuto. La Skylark invece aveva installato di serie una versione di questo motore (sulle Special era offerto invece tra gli optional) che era caratterizzata da un maggiore rapporto di compressione e di un carburatore quadruplo corpo. Questa versione erogava 185 CV.
Dal model year 1962, la Buick Skylark, da versione della Special diventò un modello a sé stante. La Skylark del 1962 aveva in dotazione gli stessi lamierati di quella del 1961, ma era disponibile in due nuove versioni di carrozzeria. Oltre alla cabriolet due porte, erano infatti offerte la coupé due porte e l'hardtop due porte. La potenza del motore da 3,5 L aumentò a 190 CV (misurati a 4.800 giri al minuto).
La Skylark del 1963 possedeva lo stesso telaio ed il medesimo passo di quelli dei modelli del 1962 e del 1963, ma ebbe in dotazione dei nuovi lamierati che erano caratterizzati da uno stile più spigoloso. La potenza del motore da 3,5 L crebbe a 200 CV a 5.000 giri al minuto. Nell'anno citato fu aggiunta alla gamma della Skylark la versione familiare quattro porte, e fu possibile scegliere, per la motorizzazione, tra il propulsore 3,5 L ed un motore V6 da 3,2 L e carburatore doppio corpo.
Questa generazione di Skylark è stata disponibile con cambio automatico a due rapporti e trasmissione manuale a tre o quattro marce.

## La terza serie: 1964-1972

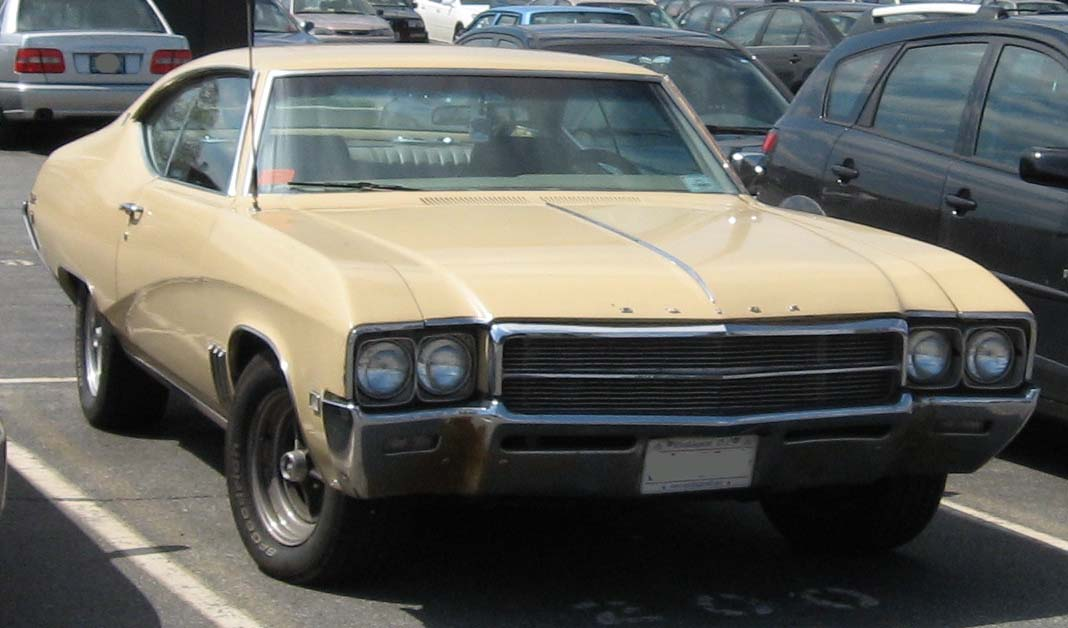
Una Buick Skylark coupé del 1969

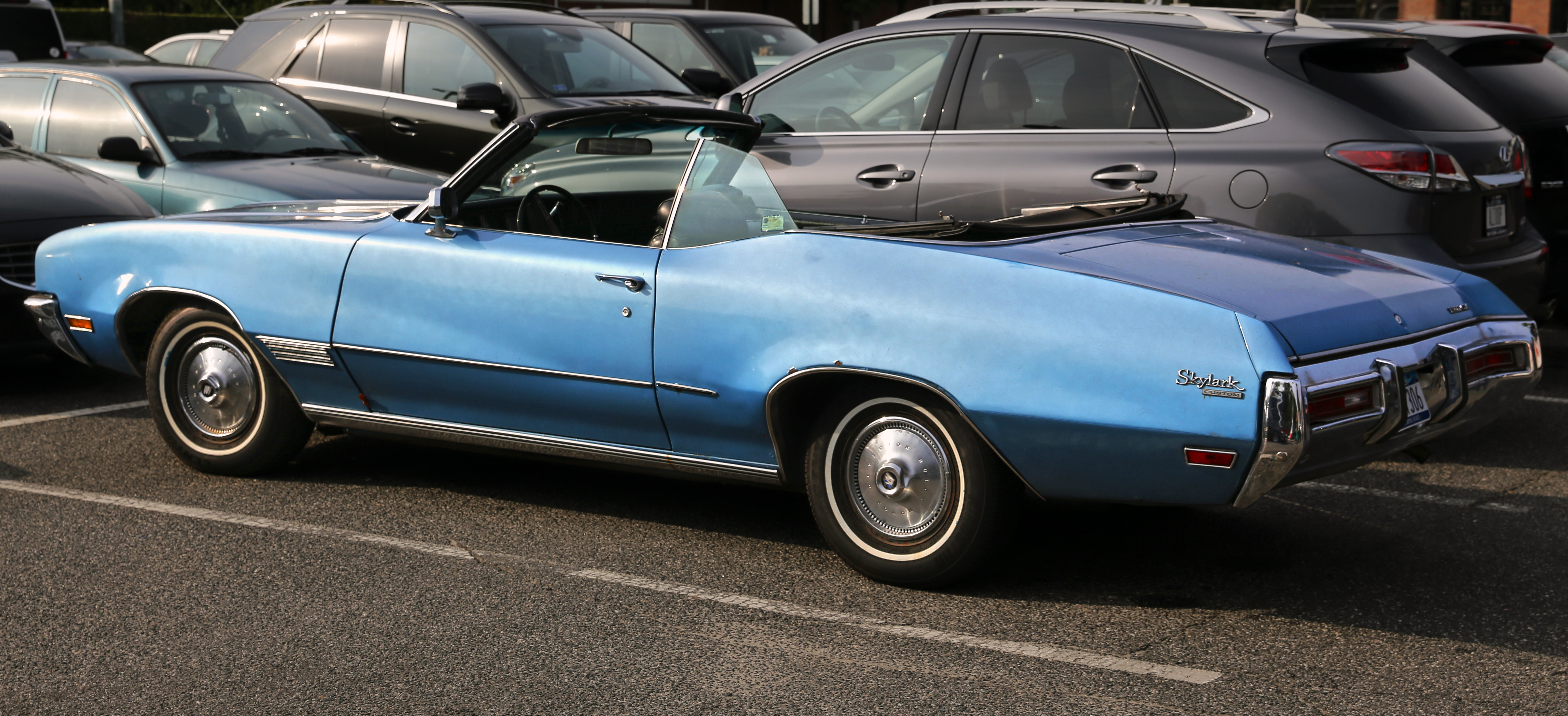
Una Buick Skylark cabriolet del 1971

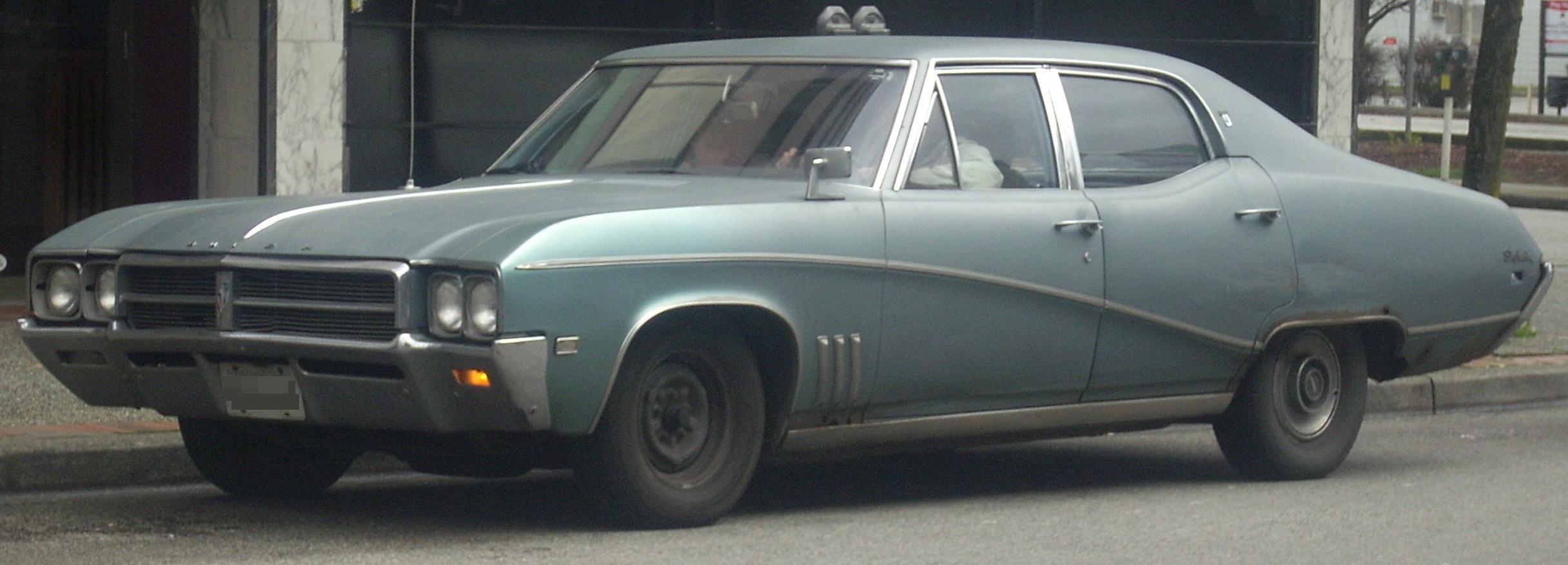
Una Buick Skylark berlina terza serie

All'inizio del model year 1964, la Skylark e la meno costosa Special furono aggiornate con il lancio di una nuova serie. Nell'occasione ai due modelli venne installato un nuovo telaio più lungo, che non condividevano più con l'Oldsmobile F-85, la Pontiac Tempest e la Chevrolet Chevelle.

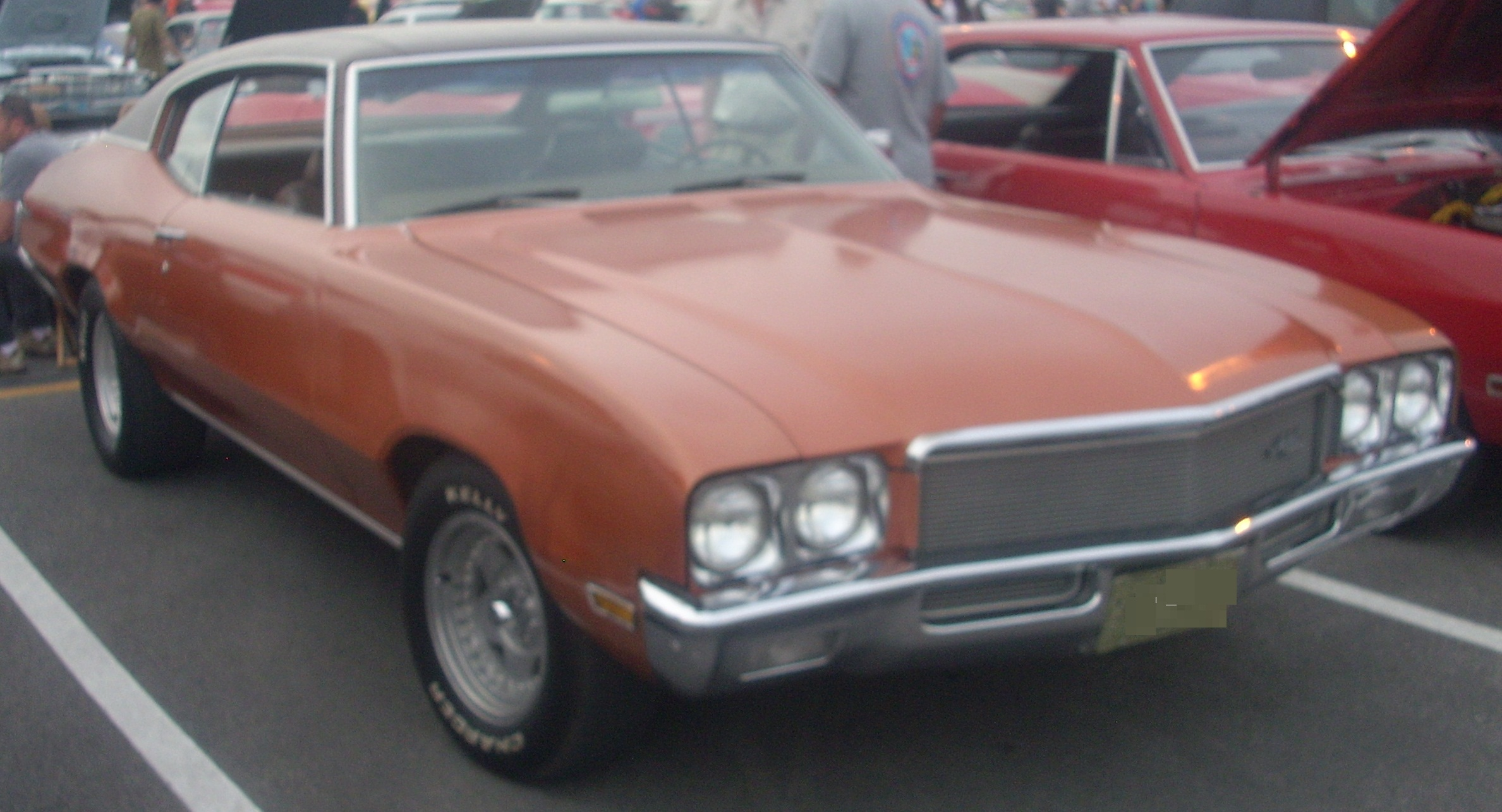
La Buick Skylark Coupe del 1971

Il motore da 3,5 L di cilindrata fu tolto dal mercato. La sua produzione venne poi venduta alla casa automobilistica britannica Rover, che lo assemblò in differenti versioni per utilizzarlo su alcune sue berline e su veicoli Land Rover. Il motore installato di serie su questa generazione di Skylark fu un V6 da 3,7 L che era dotato di carburatore doppio corpo, e che erogava 155 CV di potenza a 4.400 giri al minuto. Questo propulsore, in precedenza, era stato inserito nell'offerta della Special, della quale rappresentava il motore base. Esso era, in sostanza, un classico motore V8 Buick a cui erano stati "asportati" due cilindri. Era opzionale un propulsore V8 da 4,9 L dotato di un carburatore doppio che erogava 210 CV a 4.600 giri al minuto.
Alla gamma composta da versioni cabriolet, hardtop e coupé (tutte a due porte), si aggiunse la versione berlina quattro porte, che fu disponibile, nella gamma la Skylark, per la prima volta. La Skylark continuarono ad avere un allestimento superiore a quello della Special. Sulla cabriolet erano disponibili di serie dei sedili foderati in vinile, mentre sulla cabriolet e sull'hardtop erano offerti tra gli optional. Sulle berline invece e sedili erano foderati con un rivestimento misto vinile-tessuto mentre il rivestimento in vinile era offerto tra gli optional. La Buick Sport Wagon invece era offerta in versione familiare, e derivava dalla Special e dalla Skylark, dato che con esse condivideva il telaio ed i lamierati. La Sport Wagon era caratterizzata da un tetto che si allungava fino a sopra il bagagliaio e da pannelli in vetro sul tettuccio che si potevano trovare anche sulle Oldsmobile Vista Cruiser.
All'inizio del model year 1965 fu aggiunta alla gamma la versione due porte berlina. Nell'anno citato fu disponibile, per le versioni due porte della Skylark, il pacchetto opzionale Grand Sport, che in seguito diventò un modello a sé stante. La Grand Sport aveva in dotazione un motore V8 da 6,6 L erogante 325 CV a 4.400 giri al minuto, un impianto di raffreddamento ad alte prestazioni ed un doppio sistema di scarico.
Nel 1966 la versione berlina quattro porte con montanti venne sostituita da un modello hardtop quattro porte senza montanti. Gli altri tipi di carrozzeria rimasero comunque disponibili. La versione berlina fu reintrodotta nel 1967, ed in questo modo la gamma della Skylark era composta da cinque tipi diversi di carrozzeria diversi. All'inizio del model year 1967, solo la Skylark due porte hardtop era disponibile con il motore V6 citato. Il propulsore V8 da 4,9 L era tra l'equipaggiamento di serie di tutti i modelli con l'eccezione della quattro porte berlina, che montava invece un V8 da 5,6 L. Quest'ultimo era dotato di carburatore doppio corpo ed erogava 220 CV a 4.400 giri al minuto. La precedente Buick Skylark Gran Sport fu rinominata Buick Skylark Gran Sport 400 per richiamare il motore installato, che aveva una cilindrata di 6,6 L (cioè 400 pollici cubi). Un nuovo modello fu la Buick Skylark Gran Sport 340, che era invece dotata del motore da 5,6 L.
Altri motori disponibili su questa serie furono il sei cilindri in linea Chevrolet da 4,1 L, un V8 da 5,7 L ed un V8 da 7,5 L, il quale fu offerto dal 1970 al 1972. Anche questa generazione ebbe il motore montato anteriormente. La trazione era invece posteriore.

## La quarta serie: 1975-1979

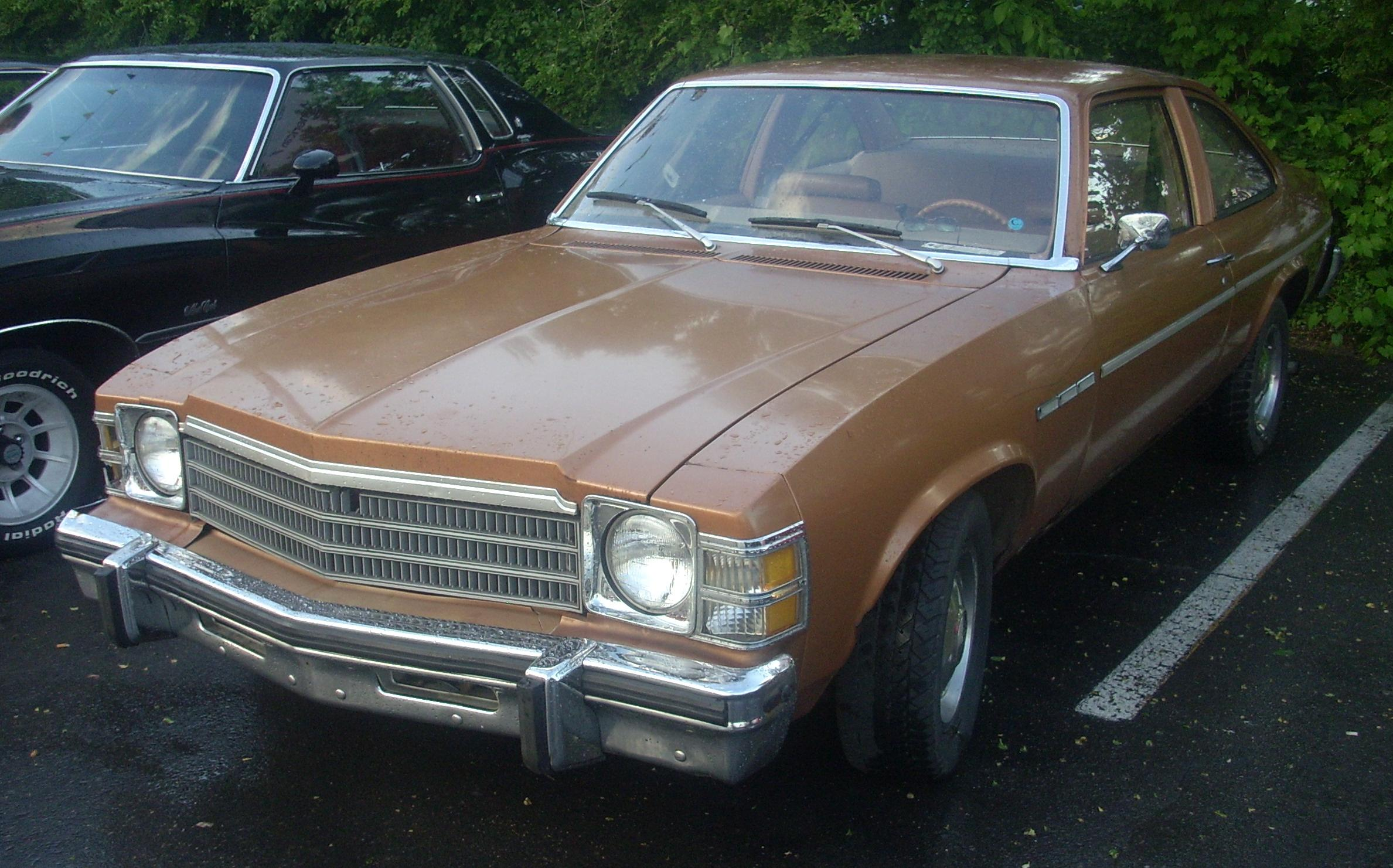
Una Buick Skylark coupé quarta serie

A metà del model year 1973, la Buick tornò nel mercato delle vetture compact con la Apollo, che era un modello costruito sul pianale X della General Motors e che era basato sulla Chevrolet Nova. Quando la Apollo fu rivista nel 1975, le versioni coupé ed hatchback furono rinominate "Skylark", mentre la versione berlina rimase "Apollo".
Le due versioni della Skylark erano disponibili sia in allestimento base che in versione "S/R". Quest'ultima, introdotta nel 1975 aveva degli accenti lussuosi, dei sedili foderati in velluto, dei tappetini più spessi, dei specchi retrovisori con regolazione remota e delle sospensioni.
Il motore installato di serie era un V6 da 3,8 L di cilindrata che era dotato di un carburatore doppio corpo e che erogava 110 CV di potenza a 4.000 giri al minuto. I motori opzionali erano il V8 Oldsmobile da 4,3 L ed un V8 da 5,7 L. Quest'ultimo era disponibile sia in versione con carburatore doppio corpo che in versione a quadruplo corpo. Il motore da 4,3 L fu tolto di produzione dopo il model year 1976 e fu sostituito da due V8, uno da 4,9 L e l'altro da 5 L (quest'ultimo era fornito dalla Chevrolet). Il motore da 5,7 L era ancora disponibile, ma solo nella versione con carburatore a quadruplo corpo. All'inizio del 1978 fu introdotto un motore V8 Chevrolet da 5,7 L con carburatore quadruplo corpo che erogava 170 CV. Nello stesso anno l'allestimento "Custom" sostituì l'allestimento "S/R". Nel model year 1979 fu tolta dal mercato la "Skylark Custom" due porte hatchback.
A metà del model year 1979 questa generazione di Skylark fu tolta di produzione. È stata assemblata a Van Nuys, a Tarrytown, Ypsilanti ed a Oshawa. Anche questa generazione ebbe il motore montato anteriormente La trazione era invece posteriore.

### La produzione in Iran
La Buick Skylark è stata prodotta in Iran dal 1977 al 1981 e dal 1986 al 1988. Questo modello iraniano era dotato di un motore Chevrolet da 5,7 L di cilindrata ed aveva un equipaggiamento completo che comprendeva la chiusura centralizzata, gli alzacristalli elettrici, il servosterzo, il cambio automatico e l'aria condizionata. Nello stesso periodo vennero fabbricati in Iran altri due modelli General Motors, la Cadillac Seville e la Chevrolet Nova. Il gruppo automobilistico citato terminò la produzione di veicoli in Iran nel dicembre del 1987.

## La quinta serie: 1980-1985

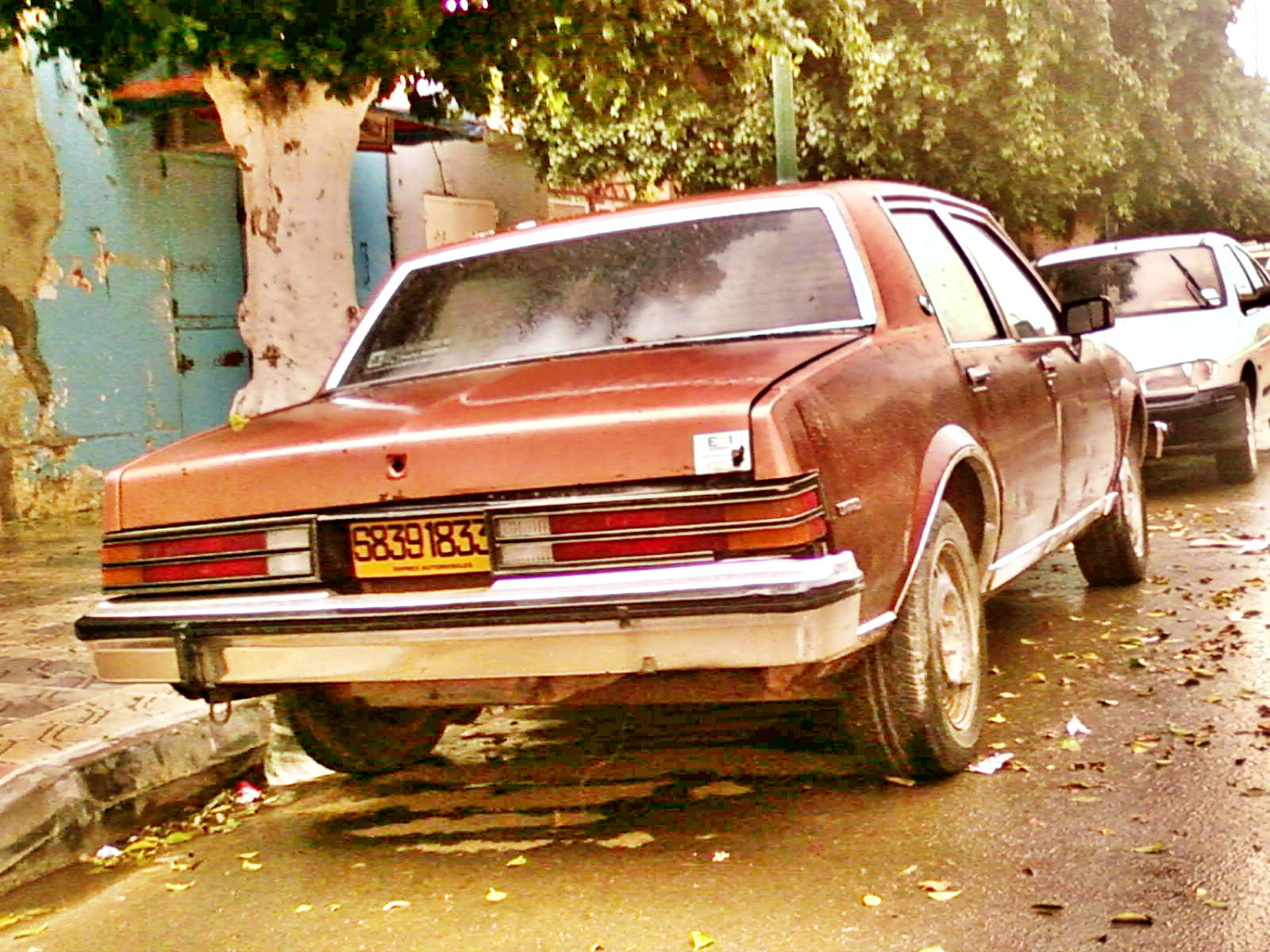
Una Buick Skylark del 1983

La quinta serie della Skylark, prodotta dal 1980 al 1985, condivideva il pianale X della General Motors  con la Chevrolet Citation, la Pontiac Phoenix e l'Oldsmobile Omega. La nuova Skylark, che a differenza della precedente era a trazione anteriore, fu introdotta nella primavera del 1979 per il model year 1980 e comprendeva sospensioni anteriori MacPherson ed il motore montato trasversalmente. Questa serie di Skylark apparteneva alla categoria delle vetture compact.
La Skylark era disponibile in due tipi di carrozzeria, coupé due porte e berlina quattro porte. I livelli di allestimento erano tre: base, "Sport" e "Limited". Il motore montato di serie era un quattro cilindri in linea da 2,5 L di cilindrata che era dotato di un carburatore doppio corpo e che erogava 90 CV di potenza a 4.000 giri al minuto. L'altro motore disponibile era opzionale ed era un V6 da 2,8 L che aveva installato anch'esso un carburatore doppio corpo e che sviluppava 115 CV. Il cambio offerto di serie era manuale a quattro rapporti con overdrive, mentre tra gli optional era disponibile una trasmissione automatica a tre marce.
Nel 1982 l'alimentazione del motore da 2,5 L diventò ad iniezione. Il motore opzionale da 2,8 L invece fu potenziato a 135 CV. Un'altra novità dell'anno citato fu l'aggiornamento della calandra, nell'occasione del quale le luci di parcheggio anteriori vennero spostate dall'esterno all'interno dei fanali. Nel model year 1983 la Skylark base diventò "Skylark Custom". L'allestimento "Sport" fu invece sostituito dal "T-Type". Quest'ultimo era disponibile solo in versione coupé due porte ed aveva installato come motore standard il V6 da 2,8 L.
Nel 1985, cioè nell'ultimo anno di produzione di questa generazione, la Skylark venne offerta solo in versione quattro porte berlina con allestimento Custom o Limited. La versione coupé fu infatti sostituita dalla Somerset Regal coupé, che era basata sul nuovo pianale N della General Motors. Quest'ultimo era condiviso con la Grand Am e la Oldsmobile Calais.
Questa generazione di Skylark è stata disponibile con cambio automatico a tre rapporti e trasmissione manuale a quattro marce.

## La sesta serie: 1986-1991

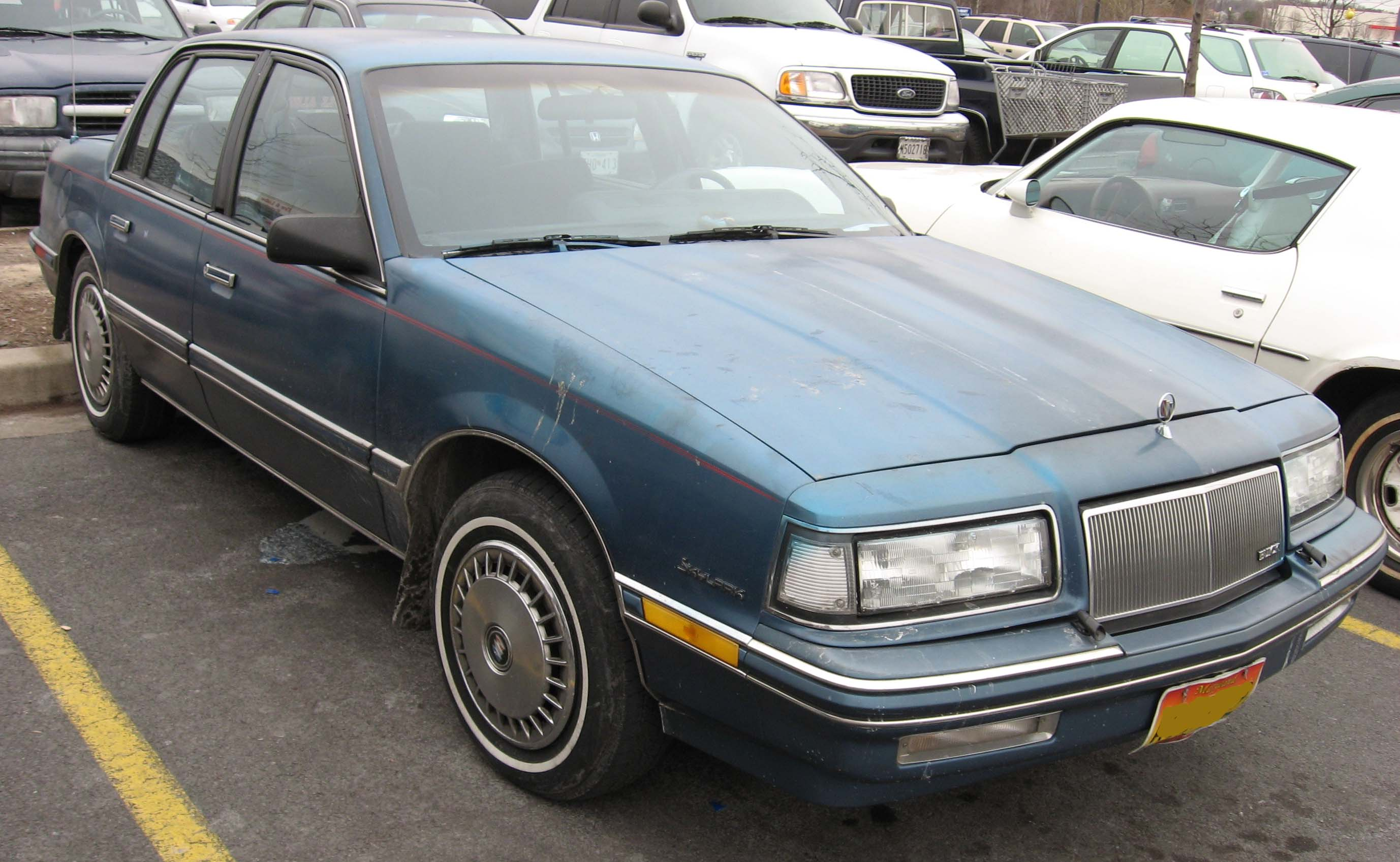
Una Buick Skylark sesta serie

Anche la sesta generazione della Skylark, che è stata lanciata nel 1986, era disponibile negli allestimenti "Custom" e "Limited". Era basata sul pianale N della General Motors, ed apparteneva alla categoria di vetture compact. Il motore installato di serie era ancora il quattro cilindri in linea da 2,5 L di cilindrata, che ora era disponibile con un cambio manuale a cinque rapporti montato anch'esso di serie, mentre una trasmissione automatica a tre marce era offerta tra gli optional. Entrambe erano a configurazione transaxle. Un nuovo motore opzionale fu il V6 ad iniezione da 3 L che sviluppava 125 CV di potenza a 4.900 giri al minuto. Questo propulsore sostituì il motore da 2,8 L che era utilizzato sulla generazione precedente della Skylark. Questo motore da 3 L era disponibile con il cambio automatico a tre rapporti.
Dal 1987, la versione quattro porte fu disponibile con l'allestimento sportivo "T-Type".
Nel 1988 fu introdotto un nuovo motore, vale a dire un quattro cilindri in linea Oldsmobile da 2,3 L e distribuzione a doppio albero a camme in testa che produceva 150 CV di potenza 5.200 giri al minuto. L'allestimento "S/E" sostituì il pacchetto "T-Type".
Sui modelli del 1989 un motore V6 da 3,3 L e 160 CV a 5.200 giri sostituì il V6 da 3 L. Il nuovo allestimento LE diventò disponibile sulle versioni berlina quattro porte.
Nel 1990 fu aggiunta all'offerta un nuovo allestimento base che sostituì il pacchetto "Custom". Quest'ultimo fu spostato ad un grado superiore, sostituendo a sua volta l'allestimento Limited, che tolto dall'offerta. Il pacchetto S/E è stato sostituito dal nuovo allestimento "Gran Sport", il cui nome non era più collegato alla Skylark da anni.
Nel 1991 ci furono pochi cambiamenti. In questo ultimo anno di produzione di questa serie di Skylark, fu offerto solo il cambio automatico a tre rapporti.
Assemblata a Lansing, nel Michigan, questa serie di Skylark aveva il motore montato anteriormente e la trazione all’avantreno.

## La settima serie: 1992–1998

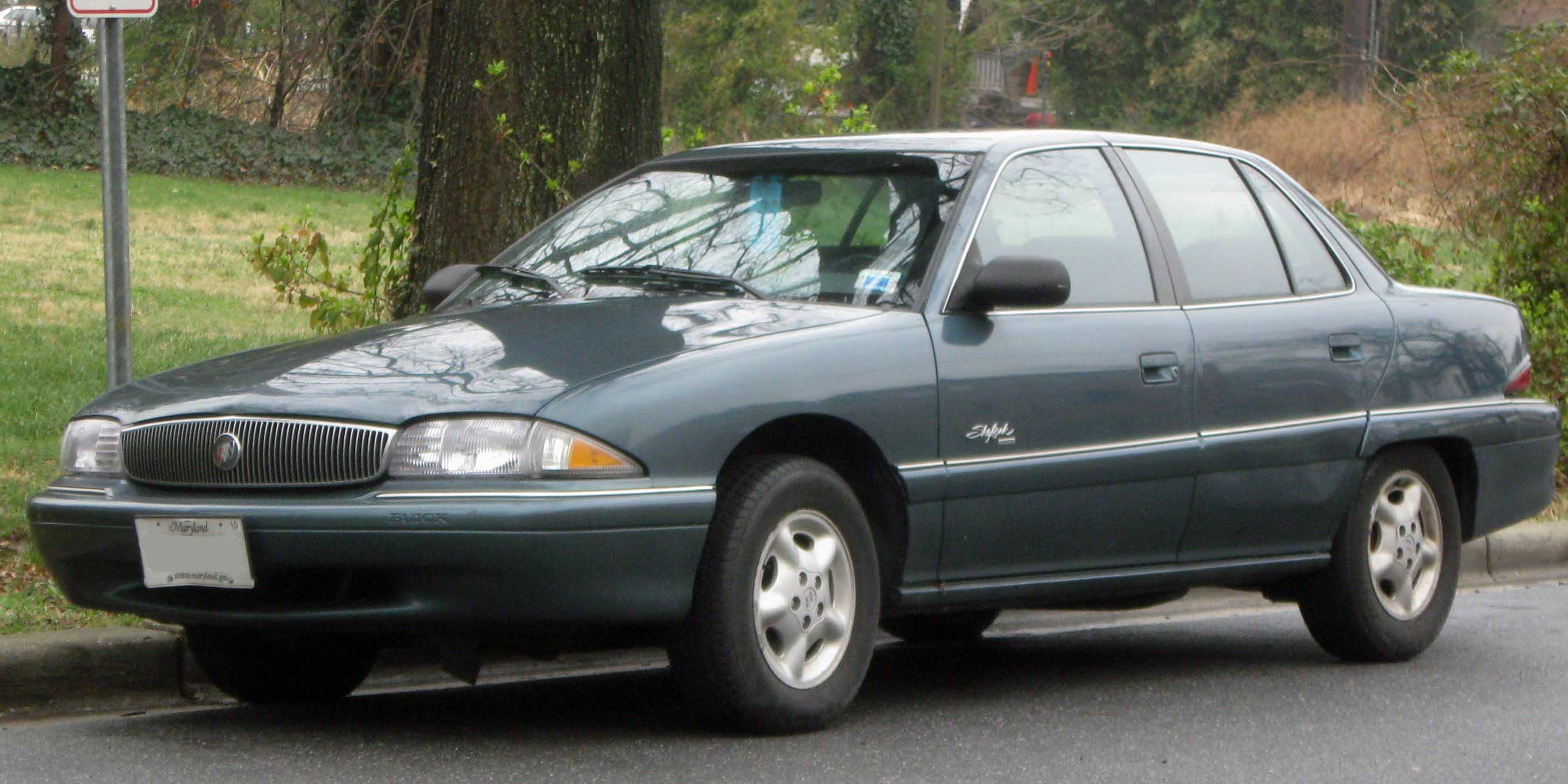
Una Buick Skylark berlina prodotta dal 1996 al 1998

Nel 1992 apparve un nuovo corpo vettura dallo stile appuntito, con una calandra a cuneo che ricordava la Buick Special degli anni quaranta. La nuova Skylark aveva un profilo aerodinamico che originava un coefficiente di resistenza aerodinamica di 0,319, contro il valore di 0,374 della generazione precedente.
Le carrozzerie disponibili erano due, berlina quattro porte e coupé due porte. Inizialmente anche gli allestimenti offerti erano due, base e Gran Sport. Il motore offerto di serie era un quattro cilindri in linea da 2,3 L di cilindrata e 120 CV di potenza a 5.200 giri al minuto. L'opzionale propulsore V6 da 3,3 L (che era offerto di serie con l'allestimento Gran Sport) erogava invece 160 CV a 5.200 giri al minuto. Tutti i modelli di Skylark erano dotati di cambio automatico a tre rapporti e configurazione transaxle.
Nel model year 1993  il modello base fu sostituito dai due allestimenti Custom e Limited. Nel 1994 un motore V6 da 3,1 L e 160 CV a 5.200 giri al minuto sostituì il V6 da 3,3 L come propulsore di serie sulla Gran Sport e motore opzionale sugli altri modelli. La coupé con allestimento Limited fu tolta dal mercato nel 1994 per poi venire reintrodotta nel 1995.
Nel 1995 fu aggiornato il motore da 2,3 L, che passò dalla distribuzione monoalbero a quella a doppio albero a camme in testa. La potenza crebbe a 150 CV misurati a 6.000 giri al minuto. Il cambio automatico a tre rapporti e configurazione transaxle continuò ad essere offerto in associazione al motore a quattro cilindri, ma una trasmissione automatica controllata elettronicamente, la 4T60-E, fu compresa tra le opzioni per il motore citato, ma venne offerta di serie con il propulsore V6.
Nel 1996 la Skylark fu oggetto di un facelift che portò ad una revisione della calandra. Il motore a quattro cilindri da 2,3 L fu sostituito da un propulsore analogo, ma da 2,4 L e con doppio albero a camme in testa, che erogava 150 CV a 6.000 giri al minuto. Il cambio automatico a tre rapporti e configurazione transaxle non fu più offerta, e la trasmissione automatica a quattro rapporti diventò disponibile su tutti i modelli.
Un sistema di diagnostica a bordo (con standard OBD-II) fu offerta di serie. La Buick offrì un'edizione speciale della Skylark del 1996, la "Olympic Gold", per commemorare il centesimo anniversario dei Giochi olimpici moderni. Questa versione speciale era dotata di accenti e particolari dorati.
Basata sul pianale N della General Motors, questa serie di Skylark aveva il motore montato anteriormente e la trazione all’avantreno.
Nel 1997, cioè nell'ultimo anno di produzione (perlomeno per il pubblico), ci furono solo cambiamenti minori. Nel 1998 fu disponibile un solo modello che venne offerto esclusivamente alle imprese come auto aziendale. Questo modello, offerto sono in versione berlina, fu in seguito rivenduto da molte aziende al pubblico. Dopo l'uscita di scena della Skylark, la Buick non produsse più vetture compact fino alla Buick Verano del 2012. Dopo la fine della produzione della Skylark, lo stabilimento di Lansing, dove si assemblava il modello, venne riconvertito per la produzione della Chevrolet Malibu.